# Cachoeira

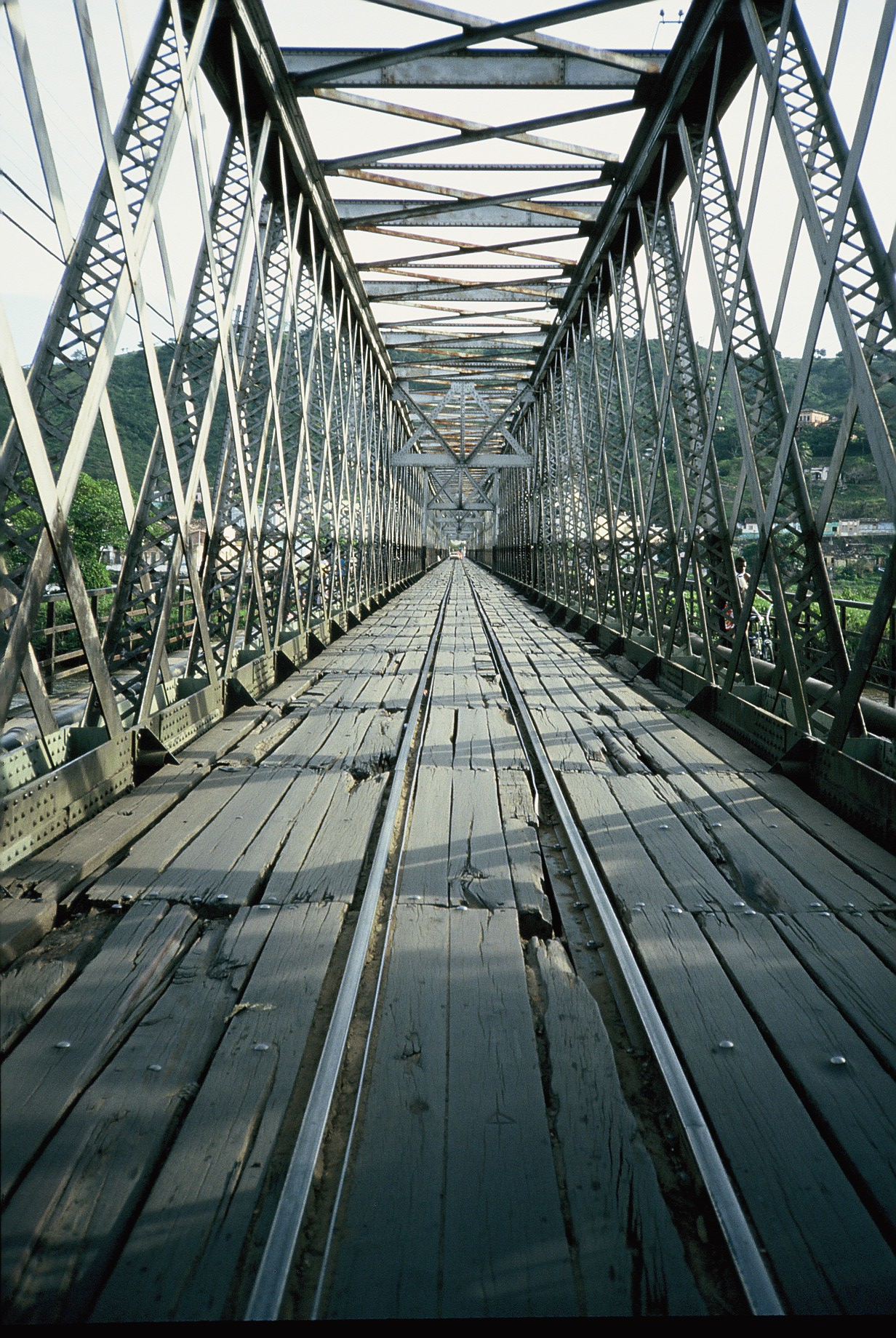
Puente Imperial Dom Pedro II que une a Cachoeira con San Félix.

Cachoeira, municipio en el Estado de Bahia (Brasil), se localiza en la microrregión de San António de Jesus. Ya fue conocida como la "Meca de Bahia", por la fuerte influencia Malê, en la ciudad. De acuerdo con el IBGE, en el año 2022 su población era estimada en  29.250 habitantes. Su área territorial es de 398 km². 
- 12°36′10″S 38°57′49″O / -12.60278, -38.96361

## Historia
Inicialmente fue una región habitada por indios, fue por iniciativa de dos familias portuguesas, los Dias Adorno y los Rodrigues Martins, que se posibilitó su elevación a "Freguesia de Nossa Senhora do Rosário" en 1674. Debido a su localización estratégica, un entroncamiento de importantes rutas que se dirigían al sertón, al recóncavo, a las minas generales o a Salvador, entonces capital de la colonia, su economía se fortaleció, finalmente en 1698, se tornó Villa de Nuestra Señora del Rosário del Puerto de Cachoeira del Paraguazú -este nombre se le dio por situarse próxima a las caídas de agua presentes un poco más arriba remontando el río Paraguazú.
El desarrollo del cultivo de la caña de azúcar, de la minería del oro en el río de las Cuentas y la intensificación del tráfico por las vías reales y la navegación por el río Paraguazú colaboraron para el rápido desarrollo económico de la región a partir del siglo XVIII. Ya a inicios del 1800, la sociedad cachoerense dispone de gran influencia política y participa activamente de las guerras por la independencia de Bahía, constituyendo la Junta de Defensa, en 1821. .
La villa fue elevada a la categoría de ciudad por un decreto imperial del 13 de marzo de 1873 (Ley Provincial n.° 43).
Cachoeira es considerada Monumento Nacional por el Instituto del Patrimonio Histórico Artístico y Nacional (IPHAN).

## Demografía
| Año  | Población | Cambio | Densidad  |
| ---- | --------- | ------ | --------- |
| 1890 | 12,607    | -      | -         |
| 2004 | 31,071    | -      | 77.98/km² |
| 2006 | 31,966    | -      | 80.22/km² |

## Turismo
Lugares a visitar:
- Río Paraguazú
- Villa de Belém de Cachoeira (distrito municipal, a 7 km del centro de Cachoeira)
- Capilla Nossa Senhora da Penha
- Convento e Iglesia de San Antonio del Paraguazú
- San Francisco del Paraguaçu
- Puente Imperial Dom Pedro II
- Convento e Iglesia Nossa Senhora do Carmo.

Festividades:
- Aniversario de la ciudad (13 de marzo).
- Semana Santa
- Fiesta del Divino (mayo)
- San Juan / Feria del Puerto (21 a 26 de junio)
- Fiesta de Nuestra Señora da la Buena Muerte (1ª quincena de agosto)
- Fiesta de San Cosme y Damián (27 de septiembre)
- Fiesta de Nuestra Señora do Rosario (1ª quincena de octubre)
- Fiesta de Nuestra Señora de la Ayuda (1ª quincena de noviembre)
- Fiesta de Santa Cecília (2ª quincena de noviembre)
- Fiesta de Santa Bárbara (4 de diciembre)

## Ciudades hermanadas
- São Félix, Brasil[4] La ciudad de São Félix, separada de Cachoeira por el río Paraguazú, y unidas por el Puente Imperial Don Pedro II tienen historias muy semejantes.